# Elecciones estatales extraordinarias de Puebla de 2014
Las Elecciones estatales extraordinarias de Puebla de 2014 se realizaron el 6 de julio de 2014 en los municipios de Acajete y Cuapiaxtla de Madero en sustitución de las realizadas en 2013. La elección en Acajete fue anulada luego de que un grupo armado quemara las 63 actas de los resultados electorales, mientras que en Cuapiaxtla de Madero no se pudieron instalar las casillas para la elección de 2013.

## Resultados

### Acajete
|  | 37.0 % |

|  | 27.5 % |

|  | 32.8 % |

|  | 2.6 % |

|  | 0 % |

|  | 100 % |

### Cuapiaxtla de Madero
|  | 49.6 % |

|  | 36.5 % |

|  | 11.7 % |

|  | 2.1 % |

|  | 0 % |

|  | 100 % |